# Maja Neuenschwander
Pour les articles homonymes, voir Neuenschwander.
Maja Neuenschwander, née le 13 février 1980 à Berne, est une marathonienne suisse. Multiple championne suisse, elle a notamment représenté la suisse aux Championnats d'Europe d'athlétisme en 2010 ainsi qu’aux Jeux olympiques d'été de 2012, à Londres.

## Biographie
Maja Neuenschwander s’illustre notoirement pour la première fois au semi-marathon d’Uster en 2000 où elle termina en cinquième position avec un temps de 76 min 26 s. Par la suite, elle ne se fera plus remarquer à haut niveau durant plusieurs années.
C’est en 2006 qu’elle réapparait, avec une troisième place au marathon de Zurich et une treizième place au marathon de Berlin. L’année suivante, elle fit des résultats similaires, se classant quatrième à Zurich et quinzième à Berlin. En 2008, au marathon de Berlin, elle courut pour la première fois en moins de deux heures et 40 minutes en franchissant la ligne avec un temps de 02 h 38 min 53 s heures, prenant ainsi la douzième place. Elle accomplit à nouveau des records personnels en 2009, en courant le semi-marathon de Paris en 76 min 22 s et le marathon de Berlin en 2 h 35 min 44 s.
Ces performances ont apporté à Maja Neuenschwander ses premières apparitions internationales supérieurs : elle prend la 25e place lors du marathon des Championnats d'Europe d'athlétisme 2010 et participe aux Jeux olympiques de Londres de 2012 où elle termine à la 53e place.
Plus récemment, Maja Neuenschwander a établi un nouveau record personnel de 02 h 30 min 50 s au marathon de Hambourg, avec lequel elle prit la seconde place. Par ailleurs, elle fut nommée pour le titre d’Athlète féminine de l’année 2014.
En 2020, elle affirme publiquement son homosexualité dans un livre et dans la presse. Elle est l'ambassadrice des EuroGames 2023 à Berne,.

### Palmarès
| Année | Discipline    | Résultat | Performance     | Lieu       |
| ----- | ------------- | -------- | --------------- | ---------- |
| 2000  | 10 000 m      | 2        | 35 min 40 s 79  | Delémont   |
| 2001  | Cross         | 1        | 26 min 50 s     | Bern       |
| 2008  | Marathon      | 1        | 2 h 40 min 41 s | Zürich     |
| 2010  | Cross         | 1        | 33 min 04 s     | St. Moritz |
| 2012  | Marathon      | 1        | 2 h 31 min 56 s | Zürich     |
| 2013  | 5 000 m       | 3        | 16 min 48 s 50  | Lucerne    |
| 2013  | 10 000 m      | 1        | 34 min 50 s 92  | Brun       |
| 2013  | Semi-marathon | 1        | 1 h 13 min 44 s | Uster      |

| Année | Compétition                        | Lieu      | Résultat | Performance     | Epreuve  |
| ----- | ---------------------------------- | --------- | -------- | --------------- | -------- |
| 2010  | Championnats d'Europe d'athlétisme | Barcelone | 25       | 2 h 45 min 17 s | Marathon |
| 2012  | Jeux olympiques de Londres         | Londres   | 53       | 2 h 34 min 50 s | Marathon |
| 2013  | Marathon de Hambourg               | Hambourg  | 2        | 2 h 30 min 50 s | Marathon |

### Records personnels[5]
| Discipline    | Performance     | Lieu                  | Date            |
| ------------- | --------------- | --------------------- | --------------- |
| 10 000 m      | 35 min 49 s 89  | Sion                  | 28 août 1999    |
| Semi-marathon | 1 h 12 min 37 s | Zürich                | 6 avril 2014    |
| Marathon      | 2 h 29 min 42 s | Francfort-sur-le-Main | 27 octobre 2013 |